# Vollständige und rechtzeitige Lieferung
Vollständige und rechtzeitige Lieferung (VRL; engl. on-time in-full [OTIF] oder delivered in-full on-time [DIFOT]) ist eine Kenngröße aus dem Supply-Chain-Management für die Lieferzuverlässigkeit. Sie gibt aus Sicht eines Unternehmens an, in welchem Umfang die Lieferkette in der Lage ist bzw. war, dem Kunden die richtige Ware in der richtigen Menge zum richtigen Ort und zum richtigen Zeitpunkt zu liefern.

## V-Wert / R-Wert
Zur Berechnung der Kenngröße ist zwischen dem Anteil der vollständig gelieferten Ware (V-Wert bzw. engl. IF value) und dem Anteil der rechtzeitig gelieferten Ware (R-Wert bzw. engl. OT value) zu unterscheiden. Der V-Wert bezieht sich darauf, ob die Ware tatsächlich vollständig geliefert wurde (d. h. etwa auch ohne Einberechnung von Ersatzware oder Teillieferungen). Der R-Wert richtet sich an dem Versprechen gegenüber dem Kunden (beispielsweise „Lieferung am Mittwoch“ oder „Lieferung zwischen 11:30 und 12:00 Uhr“); dies ist nicht notwendigerweise der Zeitpunkt, zu dem der Kunde die Ware erwartet hat.

## Berechnung
Die Kennzahl wird wie folgt berechnet:
VRL (%) = Anzahl der vollständigen und rechtzeitigen Lieferungen/Anzahl der gesamten Lieferungen * 100